# Gern (Ornbau)
Gern ([ɡɛʁn] ⓘ) ist ein Gemeindeteil der Stadt Ornbau im Landkreis Ansbach (Mittelfranken, Bayern). Im 18./19. Jahrhundert gab es für den Ortsnamen die Schreibweisen „Gehrn“ bzw. „Gehren“. Die Gemarkung Gern hat eine Fläche von 6,176 km². Sie ist in 768 Flurstücke aufgeteilt, die eine durchschnittliche Fläche von 8042,27 m² haben. In ihr liegen neben dem namensgebenden Ort die Gemeindeteile Haag, Obermühl, Oberndorf und Taugenroth.

## Geographische Lage
Das Dorf liegt einen Kilometer südlich von Ornbau im Nordwesten des Fränkischen Seenlandes in unmittelbarer Nähe des Altmühlzuleiters. Etwa vier Kilometer südlich beginnt der Altmühlsee. Südöstlich des Ortes grenzt das Flurgebiet Gerberin an.
Gemeindeverbindungsstraßen führen nach Ornbau (1 km nördlich) und zur Kreisstraße AN 55 (0,4 km südwestlich), die nach Mörsach (2,5 km südöstlich) bzw. zur Staatsstraße 2411 verläuft (0,6 km westlich).

## Geschichte
Das Kloster Heilsbronn erwarb dort Wiesen und zwei Anwesen.
Im 16-Punkte-Bericht des heilsbronnischen Vogtamts Merkendorf aus dem Jahr 1616 wurden für Gern 2 Güter angegeben, die dem Verwalteramt Merkendorf unterstanden. Die Anwesen anderer Grundherren wurden nicht aufgelistet. Im 16-Punkte-Bericht des Oberamtes Ansbach von 1684 wurde für Gern nur ein Häuslein verzeichnet, das dem Hofkastenamt Ansbach unterstand. Weitere Angaben fehlen.
1800 hatte der Ort 19 Untertansfamilien, davon waren 15 Eichstättisch, 3 Ansbachisch und 1 Crailsheimisch.
1806 kam Gern an das Königreich Bayern. Mit dem Gemeindeedikt (Anfang des 19. Jahrhunderts) wurde Gern dem Steuerdistrikt Ornbau zugeordnet. Wenig später wurde die Ruralgemeinde Gern gebildet. Sie unterstand in Verwaltung und Gerichtsbarkeit dem Landgericht Herrieden und in der Finanzverwaltung dem Rentamt Herrieden zugeordnet (1919 in Finanzamt Herrieden umbenannt). Spätestens 1840 wurde die Ruralgemeinde Obermühl mit Haag, Oberndorf und Taugenroth in die Gemeinde Gern eingegliedert. Ab 1862 gehörte die Gemeinde zum Bezirksamt Feuchtwangen (1939 in Landkreis Feuchtwangen umbenannt) und seit 1929 zum Finanzamt Ansbach, zwischenzeitlich von 1931 bis 1973 zum Finanzamt Gunzenhausen. In der Gerichtsbarkeit blieb das Landgericht Herrieden zuständig (1879 in Amtsgericht Herrieden umbenannt), von 1931 bis 1973 das Amtsgericht Gunzenhausen, seit 1973 ist es das Amtsgericht Ansbach. Die Gemeinde hatte 1964 eine Gebietsfläche von 6,181 km². Am 1. Januar 1972 wurde sie im Zuge der Gebietsreform in Bayern nach Ornbau eingemeindet.

### Baudenkmal
- Katholische Kapelle[16]

### Bodendenkmäler
In der Gemarkung Gern gibt es vier Bodendenkmäler.

### Einwohnerentwicklung
Gemeinde Gern
| Jahr      | 1818   | 1840   | 1852   | 1855   | 1861   | 1867   | 1871   | 1875   | 1880   | 1885   | 1890   | 1895   | 1900   | 1905   | 1910   | 1919   | 1925   | 1933   | 1939   | 1946   | 1950   | 1952   | 1961   | 1970   |
| Einwohner | 90     | 320    | 301    | 309    | 294    | 297    | 299    | 272    | 303    | 304    | 306    | 290    | 281    | 298    | 331    | 344    | 317    | 277    | 261    | 386    | 399    | 381    | 312    | 318    |
| Häuser    | 21     | 56     |        |        |        |        | 61     |        |        | 56     | 60     |        | 54     |        |        |        | 54     |        |        |        | 61     |        | 59     |        |
| Quelle    | [ 10 ] | [ 12 ] | [ 18 ] | [ 18 ] | [ 19 ] | [ 20 ] | [ 21 ] | [ 22 ] | [ 23 ] | [ 24 ] | [ 25 ] | [ 18 ] | [ 26 ] | [ 18 ] | [ 27 ] | [ 18 ] | [ 28 ] | [ 18 ] | [ 18 ] | [ 18 ] | [ 29 ] | [ 18 ] | [ 13 ] | [ 30 ] |

Ort Gern
| Jahr      | 001818 | 001840 | 001861 | 001871 | 001885 | 001900 | 001925 | 001950 | 001961 | 001970 | 001987 | 002011 |
| Einwohner | 90     | 124    | 95     | 97     | 115    | 98     | 110    | 127    | 122    | 126    | 163    | 191    |
| Häuser    | 21     | 19     |        |        | 20     | 20     | 19     | 20     | 22     |        | 36     |        |
| Quelle    | [ 10 ] | [ 12 ] | [ 19 ] | [ 21 ] | [ 24 ] | [ 26 ] | [ 28 ] | [ 29 ] | [ 13 ] | [ 30 ] | [ 31 ] | [ 1 ]  |

## Religion
Der Ort ist römisch-katholisch geprägt und bis heute nach St. Jakobus (Ornbau) gepfarrt. Die Einwohner evangelisch-lutherischer Konfession sind nach St. Georg (Weidenbach) gepfarrt.

## Freizeit
Westlich am Altmühlzuleiter liegt ein Badestrand mit Strandkiosk, Biergarten, Bootsanlegestelle mit Tretbootverleih und weiteren Freizeiteinrichtungen. Zu erreichen ist das Badeufer Gern mit dem Auto über eine Abzweigung von der Staatsstraße 2241 oder mit dem Fahrrad über den Altmühltal-Radweg.